# Ngaanyatjarraku Shire
Koordinaten: 26° 8′ S, 126° 34′ O

Das Shire of Ngaanyatjarraku ist ein lokales Verwaltungsgebiet (LGA) im australischen Bundesstaat Western Australia. Das Gebiet ist 160.378 km² groß und hat etwa 1600 Einwohner (2016).
Ngaanyatjarraku Shire liegt im Osten des Staats an der Grenze zu South Australia und dem Northern Territory an der Great Central Road und ist zwischen 1200 und 1600 Kilometer von der Hauptstadt Perth entfernt. Der Sitz des Shire Councils befindet sich in der Ortschaft Warburton, wo etwa 575 Einwohner leben (2016).

## Orte
Der Shire hat zehn Main Communities:
| Ort        | Alternativer Name | Einwohner 2006/07 | Einwohner 2011 | Einwohner 2016 |
| ---------- | ----------------- | ----------------- | -------------- | -------------- |
| Warburton  | Milyirrtjarra     | 720               | 470            | 576            |
| Blackstone | Papulankutja      | 202               | 163            | 176            |
| Warakurna  |                   | 194               | 155            | 268            |
| Wingellina | Irrun(u)ytju      | 170               | 125            | 157            |
| Wanarn     |                   | 161               | 135            | 127            |
| Jameson    | Mantamaru         | 140               | 108            | 113            |
| Tjukurla   |                   | 94                |                |                |
| Patjarr    | Karliywara        | 59                |                |                |
| Tjirrkarli |                   | 55                |                |                |
| Kanpa      |                   | 43                |                |                |

Außerdem befindet sich auf dem Gebiet des Shires, fünf Kilometer nördlich von Warakurna, die Giles Meteorological Station.

## Verwaltung
Der Ngaanyatjarraku Council hat acht Mitglieder. Sie werden von allen Bewohnern der LGA gewählt. Ngaanyatjarraku Shire ist nicht in Bezirke unterteilt. Aus dem Kreis der Councillor rekrutiert sich auch der Ratsvorsitzende und Shire President.